# Cantó de Baumas de Venisa
El cantó de Baumas de Venisa (en francès canton de Beaumes-de-Venise) és una antiga divisió administrativa francesa del departament de la Valclusa i del districte de Carpentras. El cap cantonal és Baumas de Venisa i agrupa 7 municipis. Va desaparèixer el 2015.

## Municipis
- Baumas de Venisa
- Gigondaç
- La Fara
- La Ròca Alric
- Sablet
- Suseta
- Vacairaç

## Història
| Data d'elecció                           | Identitat        | Partit           | Qualitat |
| ---------------------------------------- | ---------------- | ---------------- | -------- |
| 1967-1973                                | Edmond Arcusi    | radical          |          |
| 1973-1992                                | Camille Fare     | PCF              |          |
| 1992-2015                                | Christian Gonnet | UDF, després UMP |          |
| les dades anteriors no són pas conegudes |                  |                  |          |
|                                          |                  |                  |          |